# Stephen Wallace Dorsey

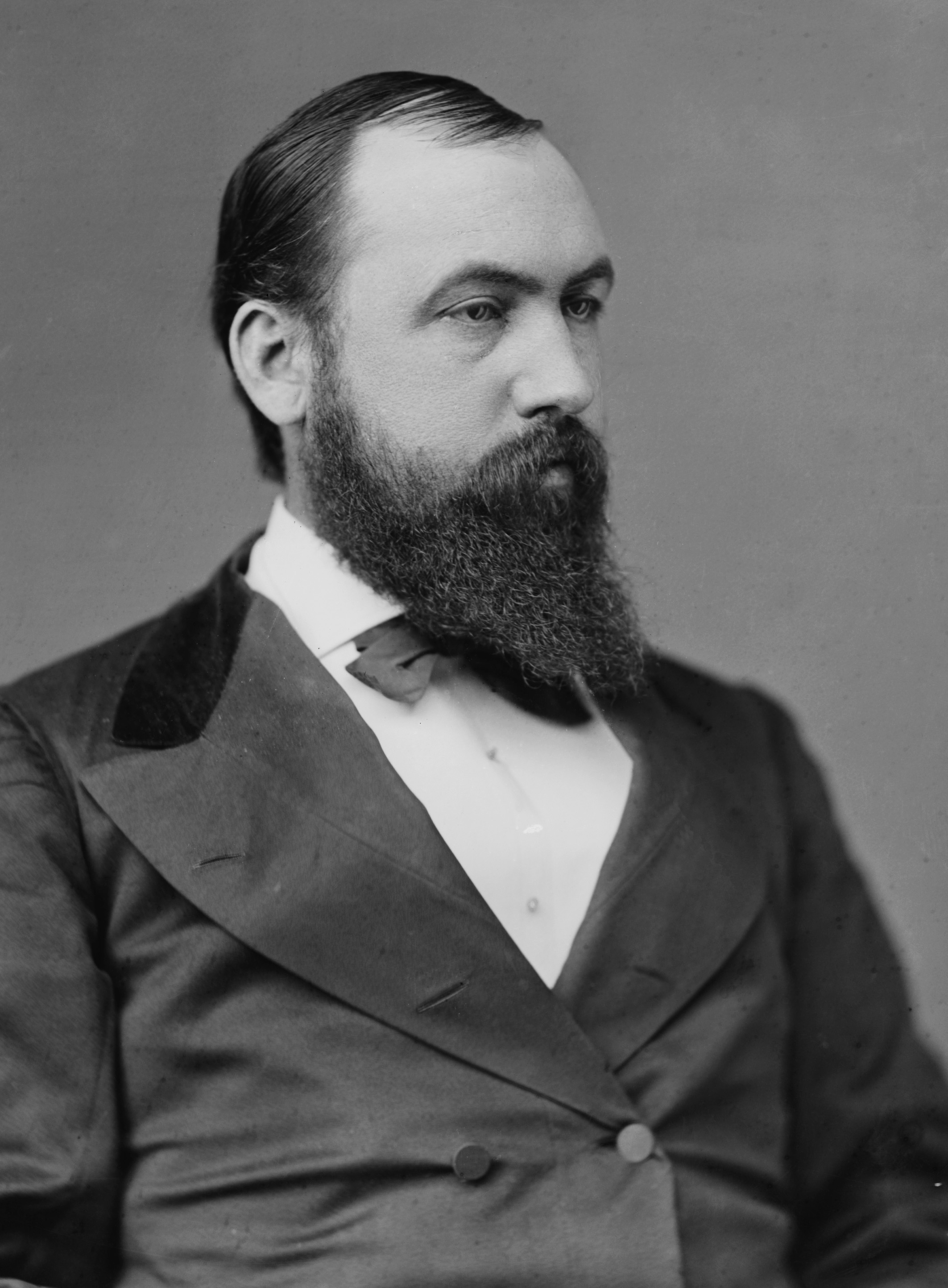
Stephen Wallace Dorsey

Stephen Wallace Dorsey (* 28. Februar 1842 in Benson, Rutland County, Vermont; † 20. März 1916 in Los Angeles) war ein US-amerikanischer Politiker (Republikanische Partei), der den Bundesstaat Arkansas im US-Senat vertrat.

## Leben
Schon in jungen Jahren zog Stephen Dorsey mit seiner Familie von Vermont nach Ohio, wo die Kleinstadt Oberlin zur neuen Heimat wurde. Er besuchte die öffentlichen Schulen und trat zu Beginn des Sezessionskrieges der Unionsarmee bei. Nach dem Krieg zog er nach Sandusky, wo er eine Anstellung bei einer Werkzeugfirma fand, deren Präsident er später wurde. Den gleichen Posten bekleidete er nach seinem Umzug nach Arkansas bei der Arkansas Railway Company.
Dorsey, der sich in Helena niederließ, wurde im Jahr 1872 in den Senat gewählt und gehörte der Kammer vom 4. März 1873 bis zum 3. März 1879 an; um die Wiederwahl bewarb er sich nicht. Während seiner Zeit im Senat war er Vorsitzender des Ausschusses für den District of Columbia. Er war bislang der letzte Republikaner, der als Senior Senator, also als das dienstältere der beiden Senatsmitglieder aus einem Bundesstaat, amtierte.
Im Jahr 1880 war Dorsey Mitglied im Republican National Committee; ansonsten übernahm er keine politischen Aufgaben mehr. Er war geschäftlich in der Viehzucht sowie im Bergbau in New Mexico und Colorado engagiert und verbrachte seine letzten Lebensjahre in Kalifornien.